# Мариндолсько Брдо
45°08′ пн. ш. 15°36′ сх. д. / 45.13° пн. ш. 15.60° сх. д.
Мариндолсько Брдо (хорв. Marindolsko Brdo) — населений пункт у Хорватії, у Карловацькій жупанії у складі міста Слунь.

## Населення
Населення за даними перепису 2011 року становило 59 осіб.
Динаміка чисельності населення поселення: